# 葉特庫利湖
54°49′31″N 61°35′10″E / 54.82528°N 61.58611°E

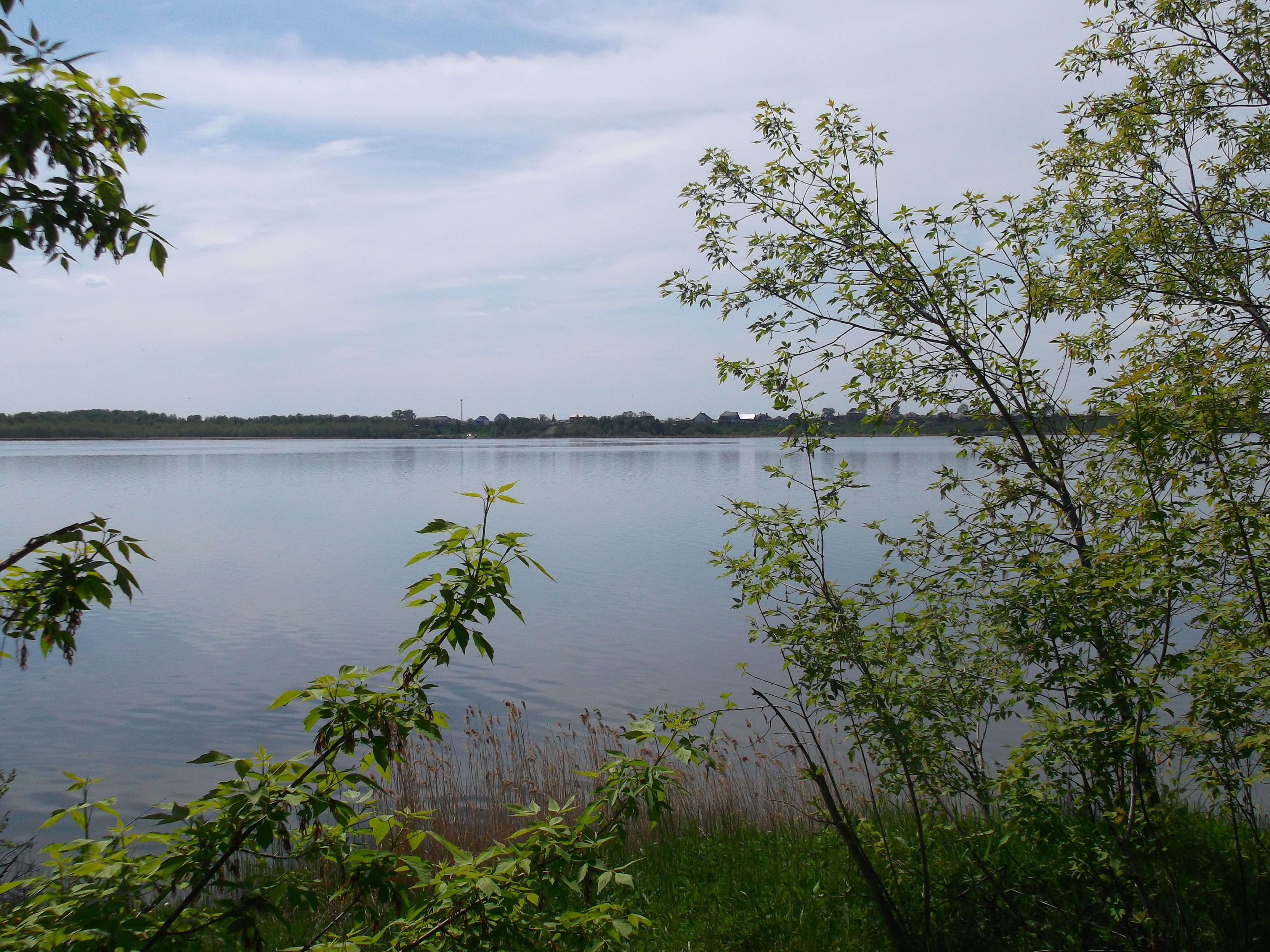

葉特庫利湖（俄语：Еткуль），是俄羅斯的湖泊，位於該國西南部車里雅賓斯克州，由葉特庫利斯基區負責管轄，面積4.54平方公里，平均水深2.2米，最大水深3.4米。